# Helicopsyche opalescens
Helicopsyche opalescens är en nattsländeart som först beskrevs av Oliver S. Flint Jr. 1972.  Helicopsyche opalescens ingår i släktet Helicopsyche och familjen Helicopsychidae. Inga underarter finns listade i Catalogue of Life.